# Лайтяу

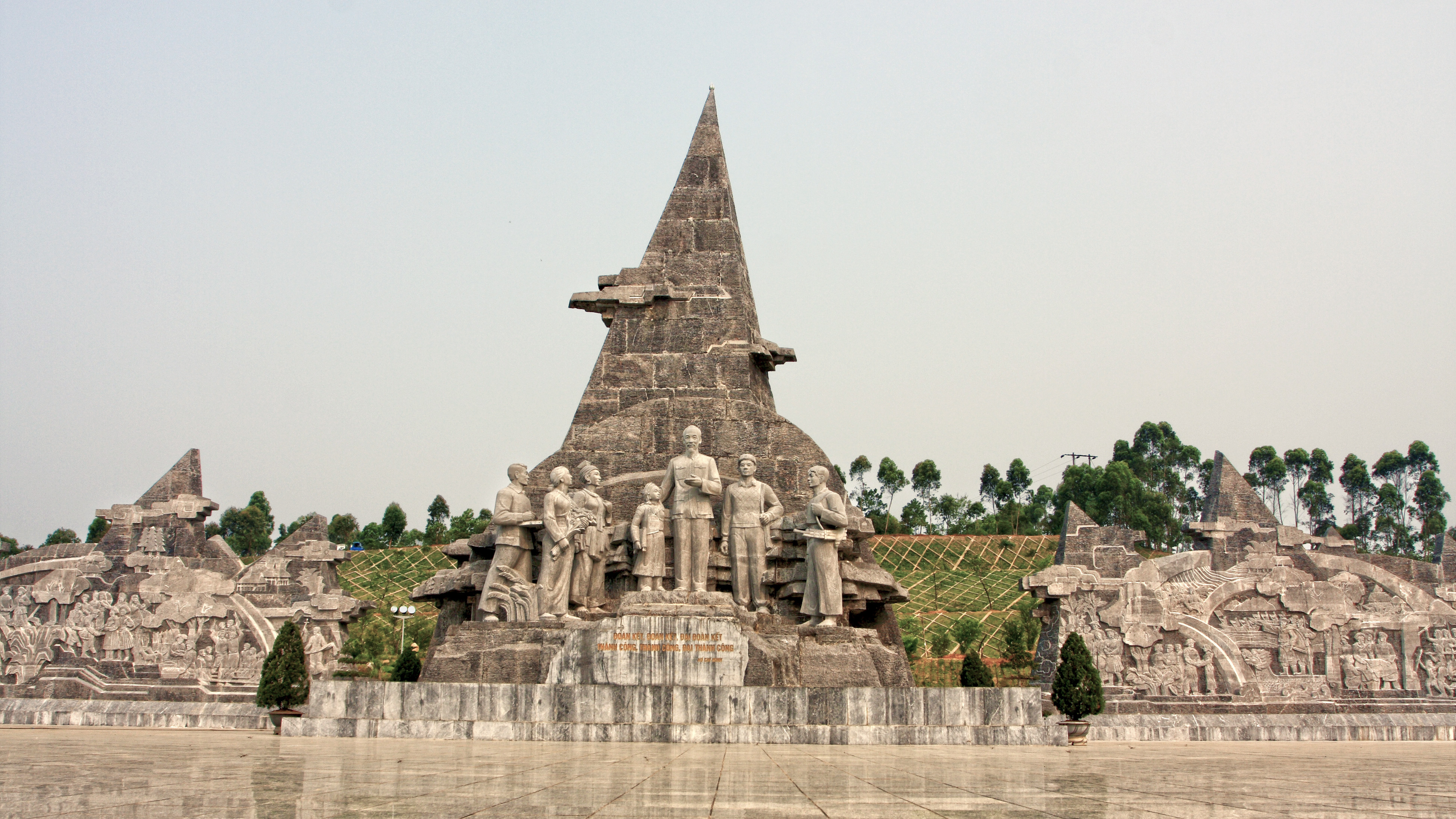
Пам'ятник Хо Ші Міну з робочими на городській площі (квітень 2014)

Лайтяу (в'єт. Lai Châu listenⓘ) — місто на Північно-Західний регіон В'єтнаму. Це місто провінційного підпорядкування, столиця провінції Лайтяу. Місто межує з повітами Фонгтхо, Шінхо, і Тамдионг.

## Історія

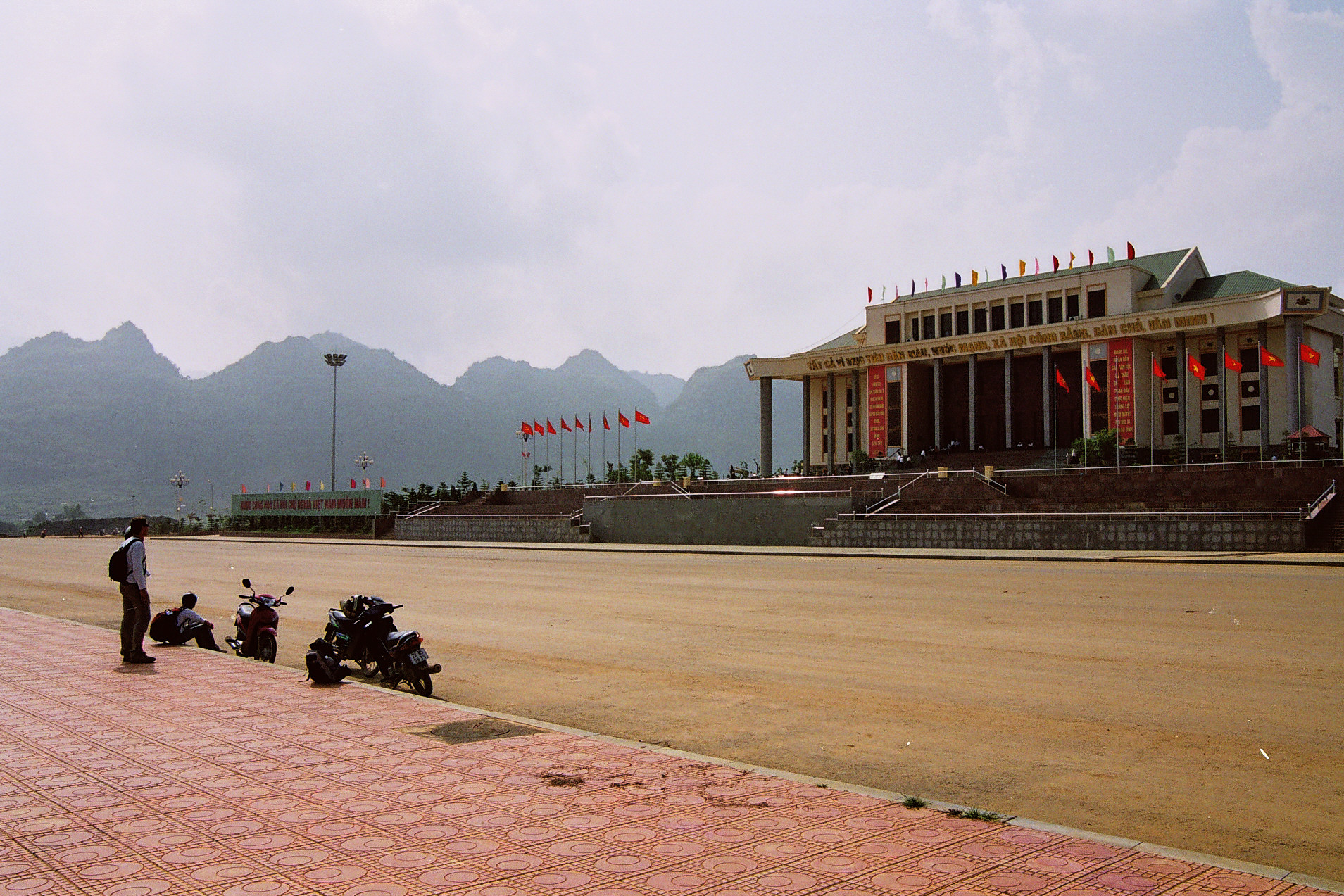
Міська площа (2006 рік)

Лайтяу, або Мионглай (Мионг Лай, в'єт. Mường Lay) був резиденцією володарів народу Білих Тай, які домінували над іншими тайськими народами цього регіону, хоча між правителями Мионглай та Мионгшо існувало суперництво. Протягом 1870-х років Мионглай був базою білотайського князя Део Ван Чі, який прагнув об'єднати під своїм прапором всі 12 мионгів (mường) (сіно-в'єт: Châu / 州), що складали Сипсонгчаутхай. Цього він частково досяг, спочатку за допомогою китайських Чорних Прапорів, а потім французів. Його влада та автономія регіону були визнані французами у 1890 році.

## Демографія
Станом на 2020 рік населення міста становило 42 973 особи на площі 92,37 км².

## Адміністративний поділ
Місто Лайтяу офіційно поділено на 7 районів комунального рівня, включаючи 5 районів: Доанкет (Đoàn Kết), Донгфонг (Đông Phong), Куєттханг (Quyết Thắng), Куєттьєн (Quyết Tiến), Танфонг (Tân Phong) та 2 сільські комуни: Сантханг (San Thàng) та Сунгфай (Sùng Phài).

## Клімат
Лайтяу має вологий субтропічний клімат (Köppen Cwa), типовий для північно-західного В'єтнаму, зі спекотним, гнітюче вологим (oppressively humid) та дощовим літом і теплою сухою зимою.
| Клімат Лайтяу                              | Клімат Лайтяу | Клімат Лайтяу | Клімат Лайтяу | Клімат Лайтяу | Клімат Лайтяу | Клімат Лайтяу | Клімат Лайтяу | Клімат Лайтяу | Клімат Лайтяу | Клімат Лайтяу | Клімат Лайтяу | Клімат Лайтяу | Клімат Лайтяу |
| Показник                                   | Січ.          | Лют.          | Бер.          | Квіт.         | Трав.         | Черв.         | Лип.          | Серп.         | Вер.          | Жовт.         | Лист.         | Груд.         | Рік           |
| Абсолютний максимум, °C                    | 34,3          | 38,0          | 39,6          | 41,9          | 42,5          | 39,8          | 39,8          | 38,9          | 37,0          | 36,4          | 34,3          | 32,9          | 42,5          |
| Середній максимум, °C                      | 23,4          | 26,2          | 29,9          | 32,5          | 32,8          | 31,8          | 31,4          | 32,1          | 32,0          | 30,0          | 26,6          | 23,6          | 29,4          |
| Середня температура, °C                    | 17,2          | 18,9          | 22,1          | 24,9          | 26,4          | 26,7          | 26,5          | 26,7          | 26,1          | 24,0          | 20,6          | 17,5          | 23,1          |
| Середній мінімум, °C                       | 13,8          | 14,7          | 17,2          | 20,3          | 22,5          | 23,9          | 23,9          | 23,8          | 22,8          | 20,5          | 17,4          | 14,2          | 19,6          |
| Абсолютний мінімум, °C                     | 3,4           | 7,1           | 8,1           | 12,9          | 14,1          | 18,2          | 20,1          | 19,1          | 16,4          | 10,0          | 7,5           | 3,6           | 3,4           |
| Середня кількість сонячних годин на місяць | 129,4         | 148,2         | 179,3         | 198,2         | 178,1         | 118,0         | 123,3         | 152,2         | 162,7         | 151,6         | 140,7         | 131,1         | 1823,6        |
| Днів з дощем                               | 5,1           | 4,8           | 7,5           | 13,0          | 19,4          | 23,7          | 25,2          | 21,6          | 13,0          | 9,4           | 6,7           | 5,3           | 154,8         |
| Вологість повітря, %                       | 80.6          | 76.4          | 74.5          | 76.5          | 79.9          | 85.3          | 87.0          | 86.0          | 84.0          | 83.8          | 83.8          | 83.1          | 81.7          |
| ------------------------------------------ | ------------- | ------------- | ------------- | ------------- | ------------- | ------------- | ------------- | ------------- | ------------- | ------------- | ------------- | ------------- | ------------- |